# Универсальное накрытие
Универсальное накрытие — в некотором смысле самое большое накрытие пространства.
В непатологических случаях, универсальное накрытие есть накрытие односвязным пространством.

## Определение
Накрытие {\displaystyle p\colon {\tilde {Y}}\to Y} называется универсальным если для любого другого накрытия {\displaystyle q\colon X\to Y} существует накрытие {\displaystyle s\colon {\tilde {Y}}\to X} такое, что {\displaystyle p=q\circ s}.

## Примеры
- Примером пространства, не допускающего универсальное накрытие, является так называемая гавайская серьга: объединение последовательности окружностей, попарно касающихся в одной точке, радиусы которых стремятся к нулю.[1]

- Две копии конуса над гавайской серьгой, склеенные по одной точке, в которой окружности гавайской серьги имеют общую точку, дают пример неодносвязного пространства с тривиальным (и значит неодносвязным) универсальным накрытием. Замкнутый путь, обегающий уменьшающиеся окружности и бегающий из конуса в конус, негомотопен нулю. [2]

- Вещественная прямая {\displaystyle \mathbb {R} } является универсальным накрытием окружности {\displaystyle S^{1}}.

- {\displaystyle n}-мерная сфера {\displaystyle S^{n}} является универсальным накрытием вещественного проективного пространства {\displaystyle \mathbb {R} \mathrm {P} ^{n}} при {\displaystyle n>1}.

## Свойства
- Универсальное накрытие регулярно.

- Все локально линейно связные и полулокально односвязные связные пространства допускают универсальное накрытие. Более того, пространство накрытия является односвязным.
  - В частности, у любого локально односвязного связного пространства существует универсальное накрытие.